# Вінбластин
Вінбластин (англ. Vinblastine, лат. Vinblastinum) — природний лікарський препарат, який за своїм хімічним складом є алкалоїдом барвінка рожевого (Vinca rosea, Catharanthus roseus), та застосовується внутрішньовенно. Вінбластин уперше отриманий у 1958 році науковцями Університету Західного Онтаріо в Канаді з листя і стебла катарантуса рожевого, і при дослідженнях вони встановили, що його застосування спричинює лейкопенію в лабораторних тварин. У цьому явищі вчені побачили можливість застосування вінбластину для лікування лейкозів та інших лімфопроліферативних ахворювань. Після подальших клінічних досліджень вінбластин схвалений FDA для клінічного застосування в 1965 році.

## Фармакологічні властивості
Вінбластин — природний лікарський засіб, який отримують із листя і стебла барвінка рожевого. Механізм дії препарату полягає у зв'язуванні препарату із бета-тубуліном мікротрубочок цитоплазми, що призводить до порушення процесу його деполімеризації, наслідком чого є порушення процесів динамічної реорганізації сітки мікротрубочок, що порушує функціонування внутрішньоклітинних структур, а також порушує процес мітозу. При цьому в пухлинних клітинах також вибірково пригнічується синтез ДНК і РНК шляхом гальмування ферменту РНК-полімерази. Вінбластин застосовується для лікування різних видів злоякісних пухлин: лімфогранулематозу і неходжкінських лімфом, недрібноклітинного раку легень, саркоми Капоші, раку молочної залози, раку сечового міхура, меланоми, раку носоглотки, раку яєчника, семіноми, пухлин головного мозку, резистентної до інших препаратів хоріонепітеліоми, грибовидному мікозі, хворобі Леттерера-Сіве; може застосовуватися також при аутоімунній гемолітичній анемії та хворобі Верльгофа. Проте при тривалому застосуванні препарату до нього розвивається резистентність пухлинних клітин, яка пов'язана з підвищеним виробленням пухлинними клітинами P-глікопротеїну, який забезпечує транспорт вінбластину та інших протипухлинних препаратів (зокрема, вінкристину) через мембрану клітин як всередину, так і назовні ракових клітин, що призводить до зниження концентрації лікарського препарату всередині клітини та зниження його ефективності. При застосуванні вінбластину спостерігається значна кількість побічних ефектів, найхарактернішими з яких є сенсорні та моторні нейропатії, порушення секреції антидіуретичного гормону та мієлодиспластичний синдром.

### Фармакокінетика
Вінбластин швидко розподіляється в організмі після внутрішньовенної ін'єкції, після внутрішньовенного введення біодоступність препарату становить 100 %. Вінбластин добре (на 75 %) зв'язується з білками плазми крові, погано проникає через гематоенцефалічний бар'єр. Препарат проходить через плацентарний бар'єр та проникає в грудне молоко. Метаболізм вінбластину проходить у печінці та є трифазним. Виводиться препарат із організму з калом, незначна частина виводиться із сечею, переважно у вигляді метаболітів. У першій фазі період напіввиведення складає 3,7 хвилини, у другій фазі — складає всередньому 1,64 години, а в третій фазі кінцевий період напіввиведення препарату складає в середньому 24,8 годин, і цей час може збільшуватися при порушеннях функції печінки або нирок.

## Показання
Вінбластин застосовують для лікування лімфогранулематозу і неходжкінських лімфом, недрібноклітинного раку легень, саркоми Капоші, раку молочної залози, раку сечового міхура, меланоми, раку носоглотки, раку яєчника, семіноми, пухлин головного мозку, резистентної до інших препаратів хоріонепітеліоми, грибовидному мікозі, хворобі Леттерера-Сіве; а також при аутоімунній гемолітичній анемії та хворобі Верльгофа.

## Побічна дія
При застосуванні вінбластину побічні ефекти спостерігаються часто, найхактернішими з них є сенсорні та моторні нейропатії та мієлодиспластичний синдром. Іншими побічних ефектів препарату є:
- Алергічні реакції та з боку шкірних покривів — алопеція, кропив'янка.
- З боку травної системи — нудота, блювання, біль у животі, діарея або запор, виразковий стоматит, погіршення апетиту, паралітична кишкова непрохідність, жовтяниця, шлунково-кишкові кровотечі (у тому числі геморрагічний ентероколіт).
- З боку нервової системи — головний біль, загальна слабість, судоми, депресія, неврити периферичних нервів, порушення мозкового кровообігу.
- З боку серцево-судинної системи — артеріальна гіпертензія, інфаркт міокарда, погіршення перебігу синдрому Рейно.
- З боку сечостатевої системи — азооспермія, аменорея.
- З боку дихальної системи — гостра дихальна недостатність, бронхоспазм, задишка, фарингіт.
- Зміни в лабораторних аналізах — анемія, тромбоцитопенія, лейкопенія, гранулоцитопенія.
- Інші побічні ефекти — біль у кістках, флебіт та некроз шкіри і підшкірної клітковини в місці ін'єкції.

## Протипокази
Вінбластин протипоказаний при підвищеній чутливості до препарату, при лейкопенії, вагітності та годуванні грудьми. Бактеріальні і вірусні інфекції.

## Форми випуску
Вінбластин випускається у вигляді розчину для ін'єкцій по 1 мг/мл у флаконах по 5 і 10 мл, ліофілізату для внутрішньовенних ін'єкцій по 5 і 10 мг у флаконі.